# Parachnopeziza alba
Parachnopeziza alba är en svampart som beskrevs av Gamundí & Giaiotti 1994. Parachnopeziza alba ingår i släktet Parachnopeziza och familjen Hyaloscyphaceae.   Inga underarter finns listade i Catalogue of Life.